# Hofmeisterella
Hofmeisterella – rodzaj roślin z rodziny storczykowatych (Orchidaceae). Obejmuje 2 gatunki występujące w Ameryce Południowej w Boliwii, Kolumbii, Ekwadorze, Peru, Wenezueli.

## Systematyka
Rodzaj sklasyfikowany do podplemienia Oncidiinae w plemieniu Cymbidieae, podrodzina epidendronowe (Epidendroideae), rodzina storczykowate (Orchidaceae), rząd szparagowce (Asparagales) w obrębie roślin jednoliściennych.
Wykaz gatunków
- Hofmeisterella biglobulosa Kolan., Szlach. & Medina Tr.
- Hofmeisterella eumicroscopica (Rchb.f.) Rchb.f.